# 신이구 (지룽시)

신이 구의 위치

신이구(한국어: 신의구, 중국어: 信義區, 병음: Xìnyì Qū)는 중화민국 지룽시의 시할구이다. 넓이는 10.6706km2이고 인구는 2015년 8월 기준으로 51,480명이다.

## 역사
신이 구는 청대에는 지룽 보(基隆堡) 관할하의 지룽 가(基隆街)에 속했다. 지역은 톈랴오강(田寮港), 다수이쿠(大水窟), 선아오컹(深澳坑)의 3장(庄)으로 이루어져 있었고 일본 통치 시대 초기에도 이 지방구분이 답습되었다. 1920년, 일부를 지룽 가로 해 3장은 지룽 군 지룽 가로 개편되었다. 1924년에 지룽이 시로 승격하면서 신이 구 지역은 지룽 시 직할이 되어 타이베이 주의 관할이 되었다. 1946년 1월에 신이 구가 설치되었고 구 이하로 12리가 설치되었으며 2000년 2월에 19리가 되어 현재에 이르고 있다.